# Краєвид Делфта
Краєвид Делфта (нід. Gezicht op Delft) — картина голландського художника Яна Вермера, створена в період між 1660 та 1663 роками. Сюжетом слугувала сцена повсякденного життя голландського міста Делфт XVII століття. Художник змалював вид на південну частину тогочасного міста, де в композиції зобразив набережну, воду, місто та небо. Картини з міськими пейзажами у творчості Вермера були великою рідкістю й наразі відомо лише про «Краєвид Делфта» та «Маленьку вулицю». Інколи дослідники говорять про ще одну картину з подібною тематикою, проте вона вважається втраченою й достовірність її існування викликає сумніви.
Під час одного з аукціонів у 1696 році «Краєвид Делфта» вважався найдорожчою картиною з поміж 20 інших робіт Вермера й був придбаний за 200 гульденів. У 1822 році вона останній раз була предметом торгівлі. За ініціативою та сприяння тогочасного голландського короля Віллема I її придбали представники музею Мауріцгейс за 2900 гульденів. Відтоді й до сьогодні картина зберігається під інвентарним номером 92 в залі номер 15.
Картини «Краєвид Делфта» та «Маленька вулиця» принесли Вермеру перед широким загалом славу видатного пейзажиста. Завдяки вправній техніці поводження зі світлом та тінню, що дозволило отримати більш реалістичний та живий сюжет, різноманіттю фарб та відтінків, незвичній побудові композиції пейзажі Вермера вважаються шедеврами.

## Історія
Усе своє життя Вермер провів у Делфті й саме тому на переважній більшості його картин зображені домашні інтер'єри тогочасного міста. Вони вирізнялися однотипними вікнами, однаковими підлогами, меблями та декораціями, а також невеликою групою людей, більшість з яких жінки різного віку. «Краєвид Делфта» разом із «Маленькою вулицею» — дві картини з міським пейзажем у творчості Вермера, які збереглися до нашого часу. У 1674 році ця картина разом із «Солдатом та дівчиною, що сміється», «Маленькою вулицею», «Молочницею» та багатьма іншими стали власністю найбільшого покровителя Вермера, заможного колекціонера мистецтва — Пітера ван Руйвена. Після смерті останнього «Краєвид Делфта» перейшов у спадок його дружині Марії де Кнейт (нід. Maria de Knuijt). Після того, як вона померла в 1681 році новою власницею картини стала їх єдина донька — Магдалена ван Руйвен. В 1682 році вона раптово померла й весь родинний спадок, включаючи колекцію картин Вермера, став власністю її чоловіка друкаря та палітурника Якоба Діссіуса (нід. Jacob Dissius). Останній в 1695 році продав картину гарлемському підприємцеві Віллему Філіпу Копсу (нід. Willem Philip Kops). Наступні відомості про «Краєвид Делфта» відносяться до 1805 року, коли новою власницею стала Корнелія Копс де Вольф (нід. Cornelia Kops-de Wolf). Вона володіла картиною до 1820 року, а опісля донька Віллема Філіпса Копса — Анна-Йоганна Тедінг ван Беркгаут-Копс (нід. Anna Johanna Teding van Berkhout-Kops). Остання в 1822 році виставила «Краєвид Делфта» на аукціоні, де картина була придбана за 2900 гульденів. Ця угода відбулася за ініціативою та сприянням короля Нідерландів Віллема I. Того ж року вона стала частиною колекції музею Мауріцгейс в Гаазі, де й сьогодні зберігається під інвентарним номером 92 в залі номер 15.

## Опис

### Сюжет
Картина «Краєвид Делфта», як і «Маленька вулиця», передають типовий аспект тогочасного повсякденного голландського міського життя. Сучасники Вермера, такі як Пітер де Гох і Ян Стен, також малювали будинки та двори, але їм бракувало його майстерності у техніці передачі світла, а також здатності занурити глядача у сцену сюжету. Специфічні елементи картин «Маленька вулиця» та «Краєвид Делфта» вказують на те, що художник використовував камеру-обскура для обох робіт. Мистецтвознавці вважають, що він розпочав свою серію міських пейзажів з трьох частин із зображенням об'єкта великим планом («Маленька вулиця»), потім виконав ще один міський пейзаж із кількома будинками (картина втрачена), а вже потім завершив трилогію великим панорамним пейзажем міста («Краєвид Делфта»).
«Краєвид Делфта» один із найвідоміший міських пейзажів XVII століття в Нідерландах. Вермер зобразив місто з південного сходу, де на передньому плані — Колк (нід. Kolk), трикутна гавань з південного краю міста. Зліва на право зображений водний шлях Схі, який простягнувся через Делфт в напрямку Роттердама. З протилежного боку зображено частину міської стіни, а праворуч від неї — дві брами: Schiedamse Poort і Rotterdamse Poort. Між ними над будівлями височіє вежа католицької Нової церкви. Ефекту "спокою сюжету" вдало досягти завдяки таким елементами, як гладінь водної поверхні, пришвартовані зі спущеними вітрилами човни та іншими. Дослідники відзначають певні архітектурні погрішності, оскільки Вермер зобразив міст між двома воротами прямішим та довшим. Крім того, подальший краєвид Делфта, що позаду мосту між двома воротами, закритий деревами. Це було зроблено навмисно, бо таким чином Вермер зміг підкреслити горизонтальні лінії композиції — воду, будівлі та небо. Орієнтовано Вермер зобразив ранок одного із днів пізньої весни або початку літа, адже на деревах присутнє листя.
Попри початкове враження точності, яке справляє картина, Вермер достовірно не передав зображення споруд. На топографічному кресленні Абрагама Радемакера, виконаному майже через півстоліття з подібного місця, помітно, що будівлі значно вищі та розташовані компактніше одна до одної.  Художник, ймовірно, навмисне змістив будівлі, щоб отримати більш гармонічнішу композицію. Підтвердженням цьому слугує Rotterdamse Poort, що зображено значно витягнутим. Сьогодні вид з точки зору Вермера виглядає зовсім інакше, хоча форма старої гавані збереглася. Міські вали давно зникли, а двоє воріт були знесені в період між 1834—1836 роками. Більшість середньовічних будівель поблизу цієї частини річки також були втрачені з часом. Шпиль Нової церкви згорів у 1872 році й був замінений вищим у неоготичному стилі, а вежа Старої церкви збереглася, однак помітно похилилася.
У 2020 році в журналі «Sky & Telescope» з'явилася стаття астронома з університету штату Техас Дональда Олсона (англ. Donald Olson), в якій він разом з колегами запропонували нову дату та час створення картини «Краєвид Делфта». Використовуючи застосунок Google Earth і карти XVII—XIX століть вони визначили орієнтири на картині, щоб виміряти відстані та кути тіней від об'єктів і відблиски. Науковці відвідали місто Делфт й особисто визначили положення сонця та пору року, пов'язавши їх зі світлом на дзвіниці вежі Нової церкви. Зображення світла й тіні на восьми гранях вежі, зображеної Вермером, відповідає фотографії, яку зробили коли азимут Сонця був близько 110° 16 жовтня 2019 року. Олсон наполягав, що одне з облич зображених людей на картині здебільшого темне, але воно освітлене проєкцією, яка є дуже незвичним ефектом освітлення та триває лише кілька хвилин. Завдяки цій обставині астрономи дійшли висновку, що картина є відображенням виду на північ, а світло йде з південного сходу, а не з заходу, як попередньо вважалося. Таким чином було підтверджено ствердження, що на картині зображено вранішнє місто. Використовуючи астрономічне програмне забезпечення для моделювання положення сонця в різні пори року було встановлено, що лише періоди з 6 по 8 квітня та з 3 по 4 вересня могли створити освітлення, яке зображене на картині. Навіть дерева на картині не були б такими зеленими та листяними в квітні. Неправильним дослідники вважали й тлумачення стрілок баштового годинника. Раніше експерти припускали, що годинник показує лише сьому годину ранку, а його годинна та хвилинна стрілки утворюють пряму лінію на циферблаті. Однак, після консультацій з експертами з архітектури, команда Олсона з'ясувала, що на годинниках тієї епохи могло не бути кількох стрілок — натомість вони мали лише одну довгу годинникову. Дослідження історичних записів міста Делфт виявили інформацію про те, що дзвони на башті Нової церкви були встановленні в період між квітнем і вереснем 1660 року. Оскільки на картині дзвіниця вежі порожня, дослідники припустили, що Вермер створив картину в 1659 році або раніше. Таким чином Олсон вважає остаточною датою та часом створення картини — близько 8 години ранку 3 або 4 вересня 1659 року (або роком раніше). Дослідники дійшли висновку, що Вермер мав бути на верхньому поверсі заїжджого двору на вулиці Zuideinde. Це місце розташоване на південь від центру Делфта й наразі це галявина, оточена житловими комплексами.
Проти висновку американської команди виступив спеціаліст з голландської культури та мистецтва, дослідник творчості Вермера, Рембрандта та ван Гога — Кес Кальденбах (нід. Kees Kaldenbach). За його переконанням всі аргументи щодо створення «Краєвиду Делфта» у вересні перекреслює наступний факт. На картині зображені човни для ловлі оселедця, які починають готувати до сезону риболовства лише з 1 червня. Колишня кураторка музею Мауріцгейс Леа ван дер Вінде (нід. Lea van der Vinde) після ознайомлення з висновками американських астрономів назвала їх дослідження: «веселим, цікавим і захопливим». Вона наголошувала на тому, що «тиша, вода, все, що відбивається, хмарне небо — повністю захоплює. Але якщо природознавці починають сприймати картину за фотографію, все йде нанівець, бо те, що зробив художник — це лише художня інтерпретація дійсності».

### Виконання
Художня техніка Вермера характеризується повільним темпом нанесення фарб й використанням надзвичайно дорогих пігментів, особливо природного ультрамарину, а також свинцево-олов'яного жовтого, лазуриту, марени та кіноварі. Його стилю притаманне ретельне зображення фігур, яскраві кольорові комбінації, майстерна передача світлотіні. При виборі матеріалу для написання картини художник надавав перевагу полотну й лише декілька робіт були створені на дубовій дошці. До останніх належать «Дівчина в червоному капелюсі» та «Дівчина з флейтою», проте, атрибуція Вермера в цьому випадку, викликає сумніви серед дослідників. При ретельному вивченні «Краєвиду Делфта» було встановлено, що матеріалом для полотна слугувало волокно льону. Тогочасний спосіб натягування та підготовки полотна призводив до того, що з часом вздовж країв могли виникати деформації, відомі як викривлення. У минулому ретельний огляд за допомогою лупи був необхідний для точного вимірювання та характеристики таких деформацій, але з розвитком цифрових методів її можна легко розпізнати на так званих «картах кутів нитки». З рентгенівських знімків «Краєвиду Делфта» стало відомо, що всі чотири сторони є незмінними, що є свідченням збереження оригінального формату картини. Ретельніше вивчення дало змогу виявити певні особливості створення композиції картини. У виконанні Вермера порядок малювання складався з наступного: спочатку художник намалював небо, а вже потім міські споруди. Завдяки рентгену було виявлено сильний контраст, що говорить про виділення області світла та темряви ще на ранніх стадіях процесу малювання. Деякі деталі будівель, такі як димар у крайньому лівому куті, були додані значно пізніше. Поєднання фактурного підмальовка з гладким верхнім шаром фарби вважається характерною рисою техніки живопису Вермера. Нижній малюнок на передньому плані композиції вирізняється широкими діагональними мазками. Підмальовка містить сліди білила, які чітко видно на рентгенівському зображенні. Вони проступають крізь жовтувато-рожеву фарбу. Саме завдяки вивченню рентгенівських знімків стало відомим метод побудови композиції Вермером. На більшості його картин вони були створенні не одночасно, а ретельно будувалися під час процесу малювання, зазнаючи змін із додаванням чи вилученням елементів. Такі зміни в зображенні, які можна розгледіти навіть неозброєним оком, називаються — «pentimenti». Безліч дрібних коригувань розміру чи розташування різних елементів характерні для більшості картин Вермера. Наприклад на картині «Краєвид Делфта» Вермер збільшив відображення веж-близнюків Роттердамських воріт у воді. Це було досягнуто шляхом видовження тіні аж до нижнього краю картини та додавання ще одного чоловіка праворуч від двох жінок на передньому плані,. Однак, з невстановлених обставин цього чоловіка пізніше було замальовано. У світовому живописі пейзажні картини Вермера вважаються визнаними шедеврами завдяки насиченості відтінків світлом. Завдяки цьому сюжети картин «Краєвид Делфта» та «Маленька вулиця» виглядають буквально реальними, живими. Задля досягнення ефекту повної реалістичності художник навіть домішав піщинки у частину фарби, щоб отримати певну рельєфну текстуру. Детальніше вивчення малюнка показало, що пісок був доданий до вохри, використаної на віконних рамах будівлі ліворуч, за валами, що надає більшої якості відбиття поверхні фарби. «Краєвид Делфта» містить близько 15 фігур, а костюми шести з них на передньому плані вказують на відношення їх власників до вищого соціального прошарку.

Фрагменти з картини
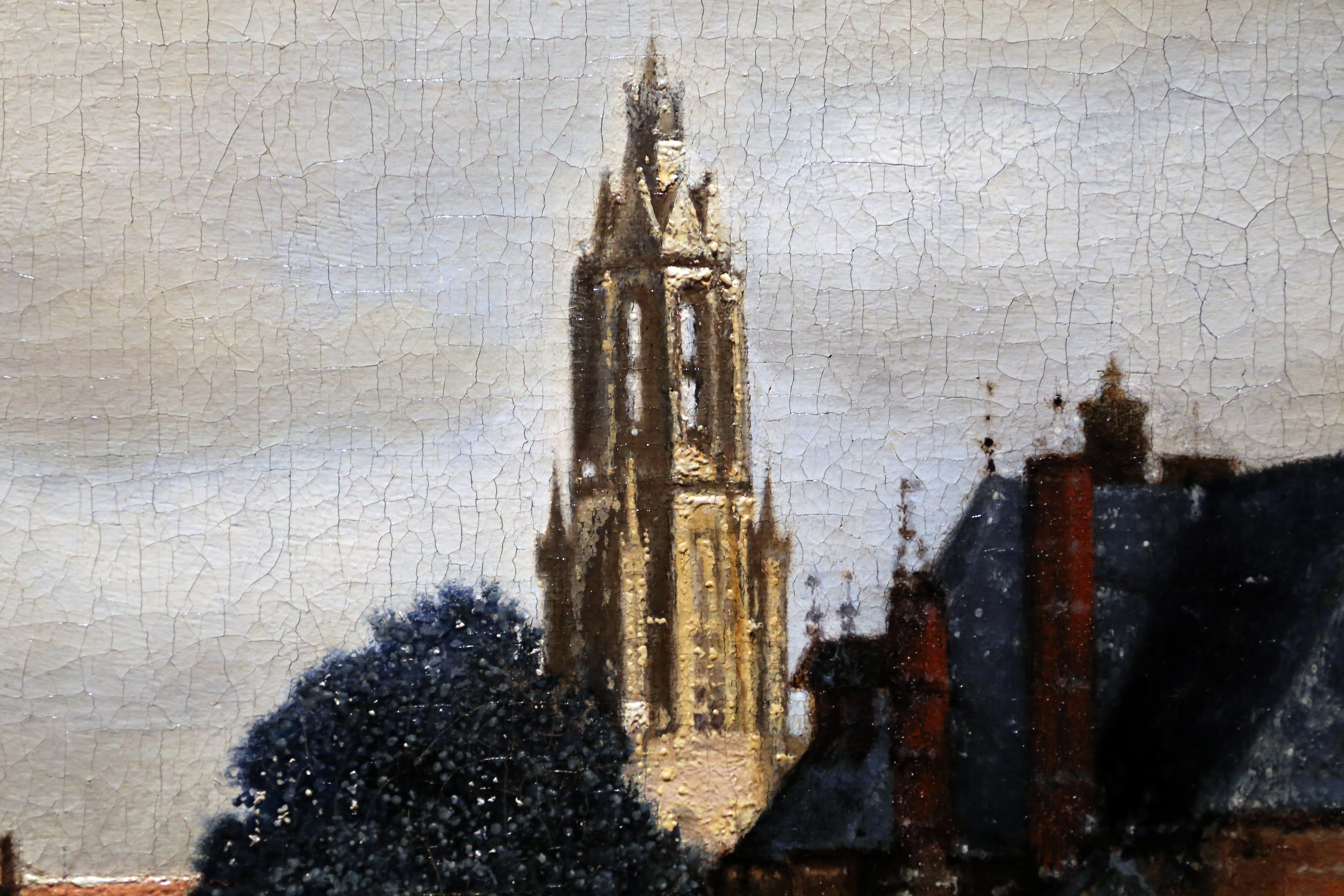
Вежа Нової церкви
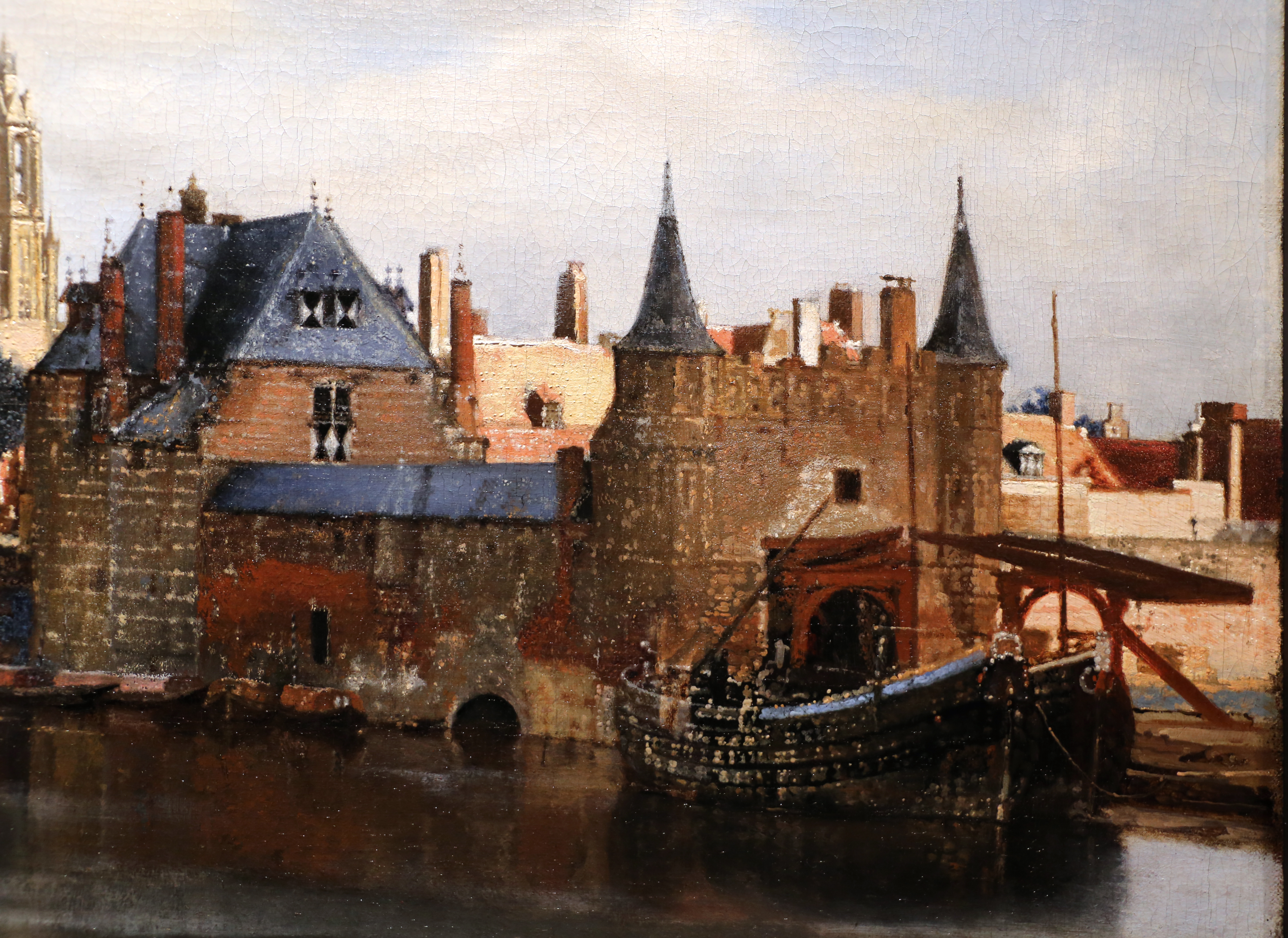
Брама
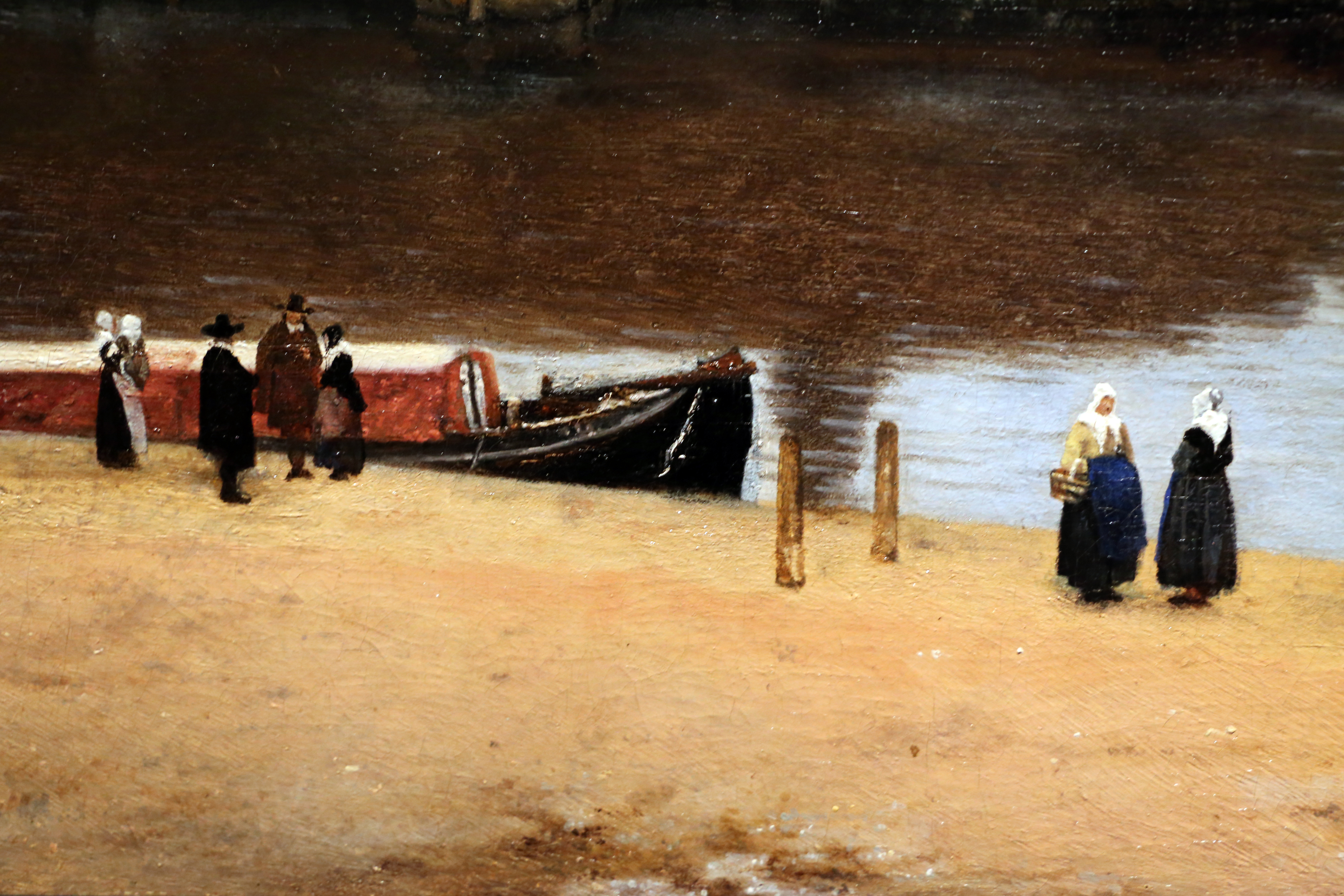
Група людей на березі
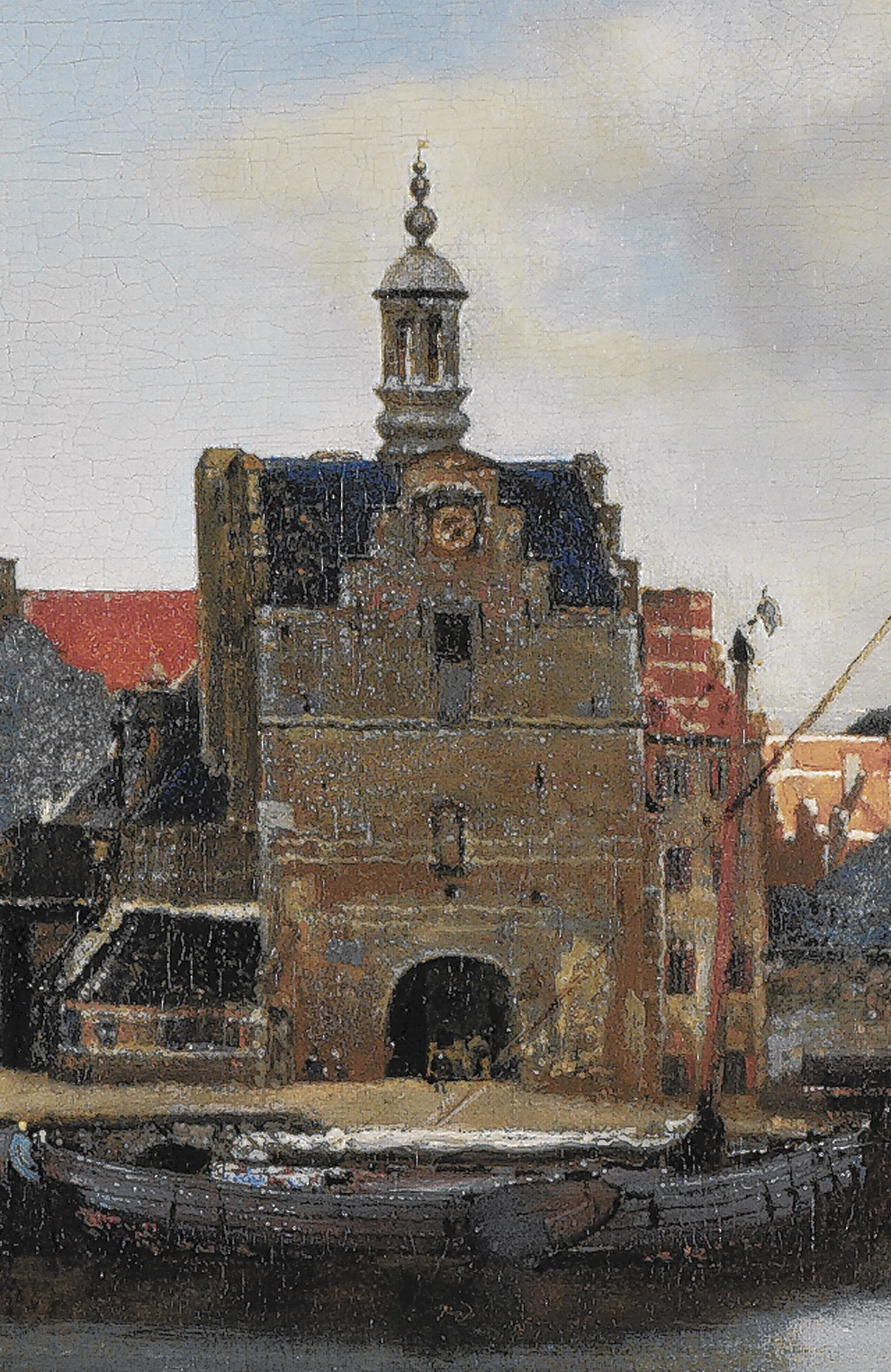
Башта з годинником

### Вплив
Творчість делфтських художників XVII століття добре представлена архітектурним живописом та міськими пейзажами. Дослідники мистецтва виявили певні особливості на картинах Вермера, які той міг запозичити у своїх колег. Передача архітектурних особливостей та елементів Пітером де Гохом, Герардом Тербохом та Пітером Санредамом знайшла своє відображення у творчості Вермера. Карел Фабріціус та Леонард Брамер безпосередньо мешкали в Делфті й тому, ймовірно, саме їх стиль міг вплинути на Вермера. Картина Фабріціуса «Вид на Делфт із Новою церквою та Врувенрехт» (1652) є найвідомішим видом міста, поруч із двома міськими пейзажами Вермера. Художник зміг перейняти певний синтез натуралістичних елементів (стан об'єктів, погоду, рослинність тощо) та голландської версії класичного дизайну, що дозволило надати вже готовим картинам досить продуманого естетичного ефекту.

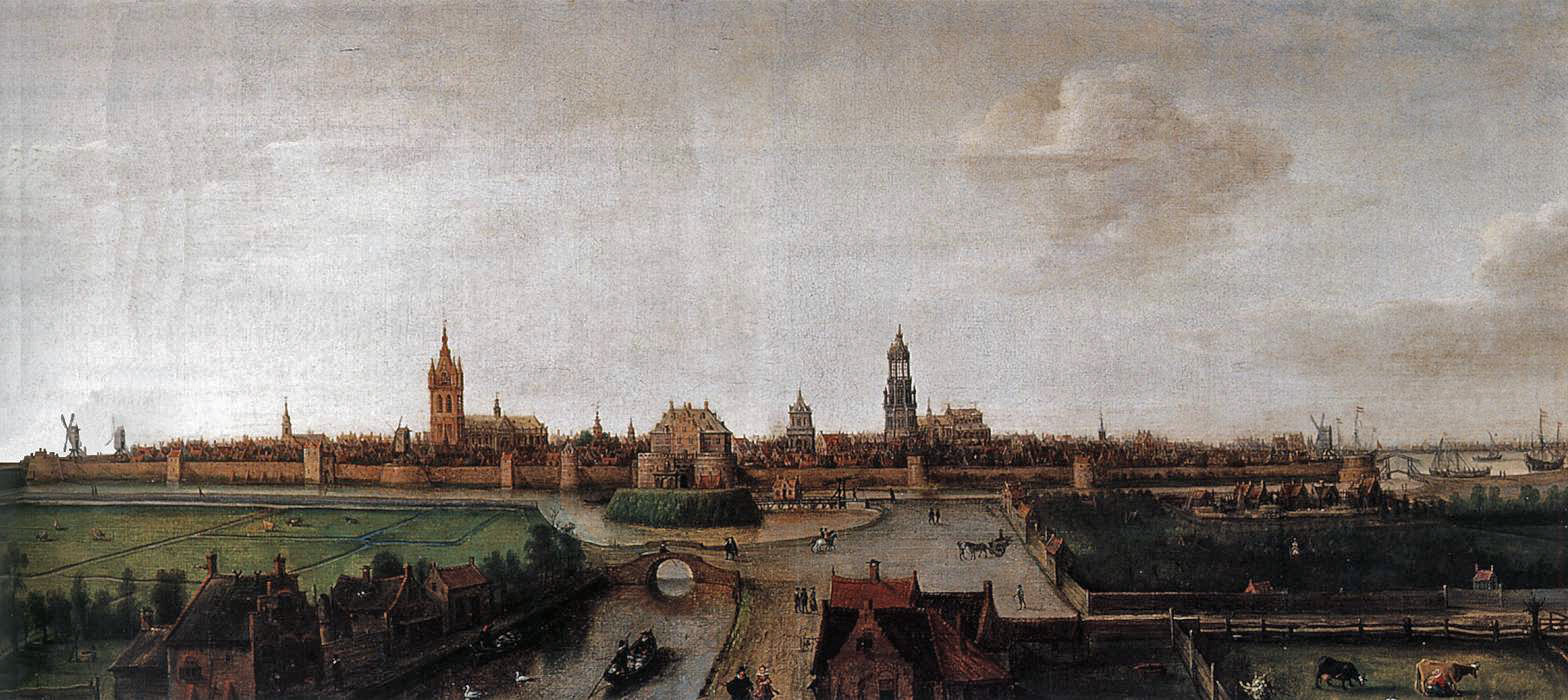
— «Вид на Делфт із заходу» (бл. 1581—1640)

Вермер розумівся на основах топографії, яка до другої половини XVII століття уособлювала уявлення про два основні типи зображення. Першим з них був вигляд з висоти пташиного польоту, який вимагав від художника значного винахідницького підходу, а другий — панорамний вид. Найдавнішою серед них є анонімна гравюра на дереві «Вид на Антверпен» (1515 року). Надалі саме Її формат слугував основою для багатьох топографів та художників. У такому вигляді місто зображалося, як архітектурний ансамбль поєднаний із вузькою смугою неба та річкою чи морем (з кораблями або човнами). Роботи виконані на папері, який міг бути згорнуті у сувій, вирізнялися більшою реалістичністю аніж картини. Рельєфні особливості Нижніх земель не дозволяли кресляру чи художнику повною мірою осягнути та передати композицію. Після відходження на відстань, необхідну для повного огляду міста, на папері зображення перетворювалося лише на вузьку стрічку з вежами. Найбільш вдало переніс вигляд міста з паперу на полотно Гендрік Корнеліс Вром, який створив дві картини із краєвидом Делфту. Вермер безсумнівно знав про ці роботи, оскільки вони висіли в міській ратуші. Одна з них зображала вид на Делфт із заходу, а інша — з північного заходу. За масштабом ці полотна були дещо менші незначною мірою за картини Вермера, проте їхні пропорції дуже різні, обидва приблизно вдвічі ширші від їх висоти. Вони демонструють повну протяжність Делфта й в обох випадках місто зводиться до вузької смуги, над якою височіють вежі двох церков. Саме «Вид на Делфт» у виконанні Вермера характеризується відходженням від більшості деталей задля загальної картини. В той час, коли інші художники зображали цеглини навіть у найвіддаленіших будинках, передавали кожну деталь, кожен стик і кожну черепицю окремо Вермер не надавав цьому значної уваги. Він  сфокусувався лише на передачі мурованої стіни та черепичного даху. Проте, раніше за інших художників він використав техніку передачі відображення відблиску води, яка досягалася за допомогою поєднанням білого, вохристого та сірого кольорів. Це особливість дозволила його роботам значно випередити свій час, оскільки лише через два століття Клод Моне та Жорж Сера повністю перейняли цей стилістичний прийом.

Тогочасні нідерландські реалістичні міські пейзажі
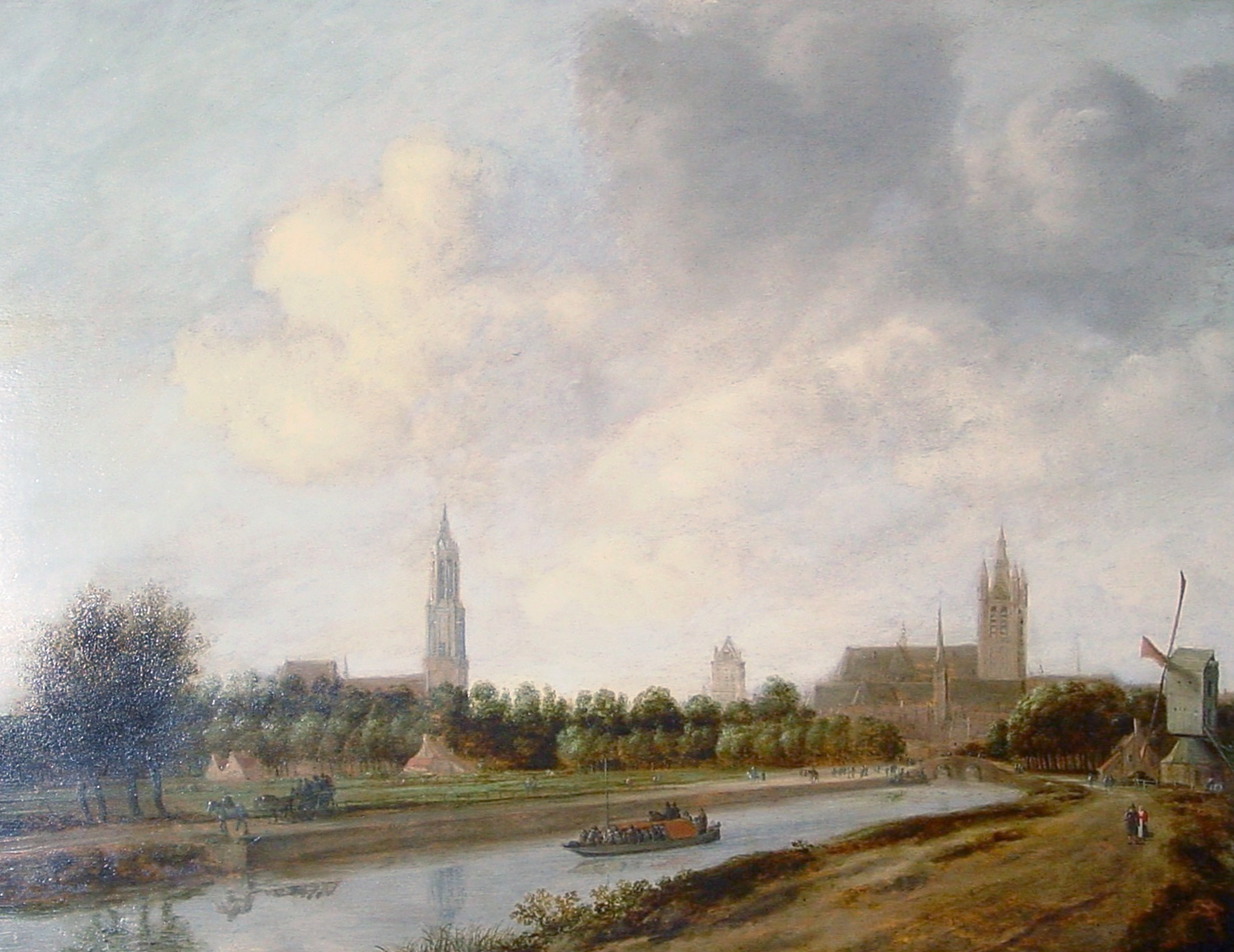
Ян де Вос (Старший) — «Вид на Делфт з північного боку каналу Вліт» (1647)
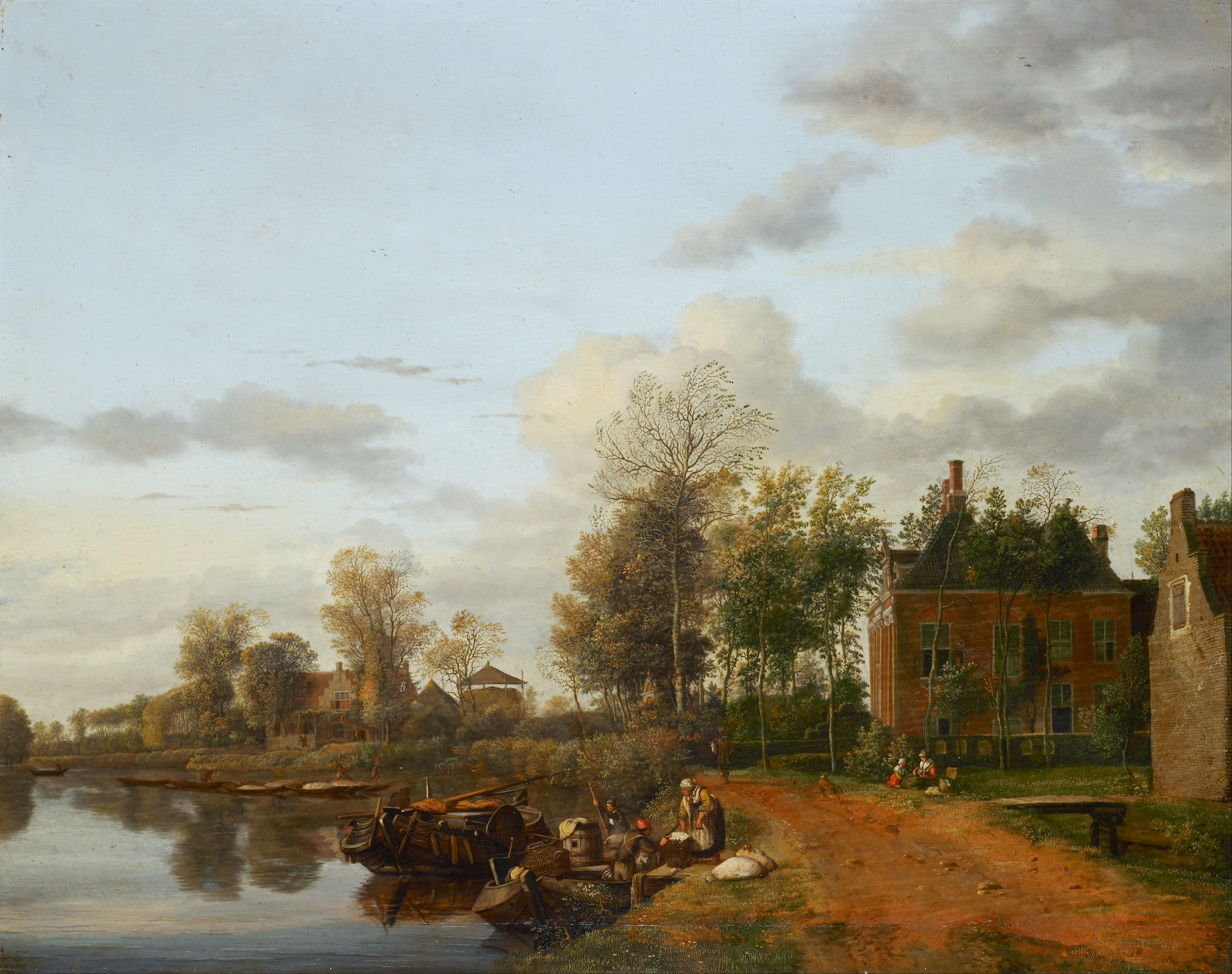
Ян ван дер Гейден — «Заміський будинок на річці Вліт біля Делфта; на задньому плані човен-плоскодонка» (бл. 1660)
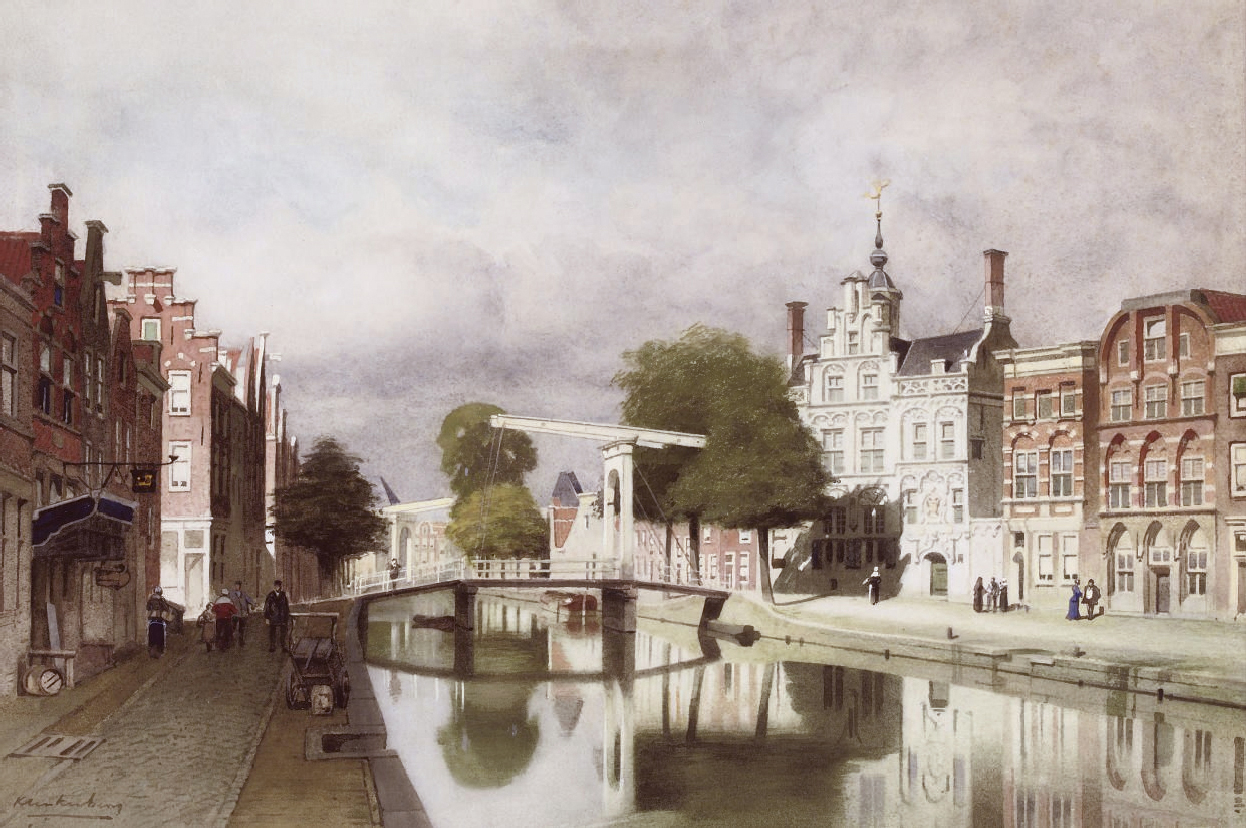
Йоганнес Крістиан Карел Клінкенберг[en] — «Вид на старий Делфт»

## Відгуки
Під час аукціону, який відбувся в 1822 році, картина «Краєвид Делфта» була описана наступним чином:
|  | Ця найголовніша і найвідоміша картина цього майстра, чиї твори є рідкісними, зображує місто Делфт, на Схі, бачиш ціле місто з його вежами, воротами, мостами…Оригінальний текст (нід.) Dit kapitaalste en meest beroemdste Schilderij van dezen meester, wiens stukken zeldzaam voorkomen, vertoont de stad Delft, aan de Schie, men ziet de geheele stad met hare torens poorten, bruggen… |

Французький письменник, новеліст та поет, романіст, представник модернізму в літературі Марсель Пруст називав Вермера своїм «улюбленим художником», а голландські міста «поетичними та зрозумілими містами Вермера». Після того, як у жовтні 1902 року Пруст відвідав Маурицгейс та побачив картину «Краєвид Делфта», він писав в листі до графині Елізабет Греффуле, що картина була тим, що найбільше сподобалося йому в Нідерландах. В 1921 році в листуванні з Жаном-Луї Водуає Пруст згадував наступне: «З тих пір, як я побачив „Краєвид Делфта“ в музеї, я знав, що бачив найкрасивішу картину в світі».
Існує припущення, що саме картина «Краєвид Делфта» вплинула на французького дослідника живопису Теофіла Торе-Бюргера настільки, що він поклав за мету не тільки відродити інтерес до творчості Вермера, а й розшукати його інші картини.
Французький письменник, фотограф, член французької академії Максим Дю Кан наступним чином відгукувався про картину «Краєвид Делфта»: «Вона написана з енергією, обґрунтованістю, з рішучою пастозністю дуже рідкісною для голландських пейзажистів, які охайно відтворювали види своєї країни, маючи природну схильність до надмірної деталізації».